# HD 31746
HD 31746，又名CP-58 437，SAO 233733、HR 1597，是一颗恒星，视星等为6.12，位于銀經267.62，銀緯-37.96，其B1900.0坐标为赤經4h 53m 14.5s，赤緯-58° -37.96′ 27″。